# فرانکو آموری
فرانکو آموری (ایتالیایی: Franco Amurri؛ زادهٔ ۱۲ سپتامبر ۱۹۵۸) کارگردان، و فیلم‌نامه‌نویس اهل ایتالیا است.
از فیلم‌هایی که وی در آن‌ها نقش داشته‌است، می‌توان به بزرگ که شدم اشاره نمود.